# Francisco de Orozco
Francisco de Orozco (Alexandrie (Italie), c. 1605 – Milan , 26 décembre 1668), deuxième marquis de Mortara, premier marquis de Olias et de Zarreal, vice-roi de Catalogne de 1650 à 1652 puis de 1656 à 1663, était un militaire d'origine italienne aux ordres de la monarchie espagnole.

## Biographie
Francisco de Orozco était le fils de Rodrigo de Orozco, seigneur de Leveche et de Cerniago, premier marquis de Mortara qui accompagna en Italie l'armée du comte de Fuentes au début du XVIIe siècle. Le marquisat de Mortara avait été accordé par Philippe III en 1613, en récompense des services militaires de Rodrigo. Sa mère était Victoria de Porcia, fille du comte de Porcia. Il épousa Isabel Manrique de Lara avec qui il eut un fils, Juan Antonio de Orozco, qui lui succéda.
Francisco étudia à l'école militaire de son père. En 1621, le roi accorde à François le titre de chevalier de l'Ordre de Santiago.
D'autres reconnaissances reçues par Orozco furent le marquisat de Zarreal (Sarral), la seigneurie de Cabra del Camp, le titre de conseiller d'État et un siège au Conseil de guerre. Le 26 juin 1668, il fut élu gouverneur et capitaine général de Milan, poste qu'il ne put occuper, car il mourut le 26 décembre de la même année.

## Débuts de carrière militaire
A la mort de son père, il servit dans le Duché de Milan sous les ordres du marquis de Leganés. Les premières informations sur sa carrière militaire remontent à 1636, lorsqu'il combattait à Valltelina - où il fut blessé - et à Vercelli. Il se rendit ensuite en Catalogne, où en 1640 il fut capitaine général de l'armée de Perpignan. En tant que commandant du régiment Conde-Duque, il échoua au siège de Leucate (1637), où il fut à nouveau grièvement blessé, cette fois à la tête et à la poitrine. Après avoir passé sa convalescence à Perpignan, il fit partie des troupes espagnoles qui réussirent à s'emparer de Fontarrabie (1638). En juin 1639, il se déplace à nouveau vers la frontière catalane, où il a de forts désaccords avec Dalmau de Queralt, vice-roi de Catalogne. Dans cette campagne, Orozco participa à la conquête d'Opoul et au siège de Salses. Il fut nommé gouverneur du Roussillon en 1640.

## Guerre des Faucheurs
Lorsque la Guerre des Faucheurs éclata, Orozco fut isolé de l'armée espagnole. Réfugié à Collioure, il fut contraint de céder la place quoique dans des conditions honorables en 1642. Il défait au col du Sègre le 24 juillet 1643 les les troupes du général Philippe de la Mothe, vice-roi de Catalogne qui s'était emparé du comté de Ribagorce. Orozco participe ensuite à la prise de Lérida en 1644 mais est battu par le comte d'Harcourt, successeur de La Mothe, à Sant Llorenç de Montgai (1645) et fait prisonnier. La rançon du marquis de Mortara a été estimée à 15 000 ducats. Une fois sa liberté recouvrée, il revient sur le champ de bataille comme maître de camp général de l'armée de Catalogne à la tête d'une armée de 12 000 hommes qui réussit à conquérir Flix, Miravet, Balaguer et Tortosa.
En 1651, il participa au siège de Barcelone , sous le commandement de Juan José de Austria , et en 1652, il obtint la capitulation de la ville. Pour son intervention dans la phase finale de la guerre, Philippe IV le récompensa par les marquisats d'Olías et de Zarreal. Le roi choisit de transférer la vice-royauté à son fils Juan-José d'Autriche, mais conserva Orozco comme lieutenant et capitaine général de Catalogne, du Roussillon et de la Cerdagne. À la fin de la Guerre des Faucheurs, il réussit à repousser les troupes françaises de l'Empordà, de Camprodon et des rives du Ter (1658-59).
Entre 1656 et 1663, il sert à nouveau comme vice-roi de Catalogne. Durant ce second mandat, il vainquit les Français à Camprodon (1658) et sur le Ter. Conseiller d'État, il fut envoyé à Milan comme gouverneur en 1668, mais il mourut quelques mois plus tard.
Orozco a écrit l'ouvrage Conquista de Cataluña, dans lequel il explique les sièges de Flix, Miravet, Tortosa et Barcelone.